# Almensh Belete
Almensh Belete (Addis Abeba, 26 juli 1989) is een Ethiopisch-Belgische voormalige atlete, die zich had gespecialiseerd in de middellange tot lange afstanden. Zij was Belgisch recordhoudster op de mijl en de 5000 m en nam eenmaal deel aan de Olympische Spelen.

## Loopbaan
Belete werd geboren in Ethiopië en kreeg in april 2012 de Belgische nationaliteit, wat haar deelname aan de Olympische Spelen van Londen veiligstelde. Op de Spelen in Londen nam zij deel aan de 5000 m, waar zij als elfde in haar serie weliswaar twee plaatsen tekortkwam om zich te plaatsen voor de finale, maar waarin zij met haar tijd van 15.10,24 wel een Belgisch record vestigde.
Een jaar later nam Belete deel aan de wereldkampioenschappen van Moskou, waar ze in de series één plaats tekortkwam voor een finaleplek. Ze werd zesde in haar serie in 16.03,03.
Almensh Belete is de zus van de voor Bahrein uitkomende Mimi Belete, die onder andere Aziatisch kampioene werd op de 5000 m.

## Belgische kampioenschappen
Outdoor
| Onderdeel | Jaar |
| --------- | ---- |
| veldlopen | 2013 |

## Persoonlijke records
Outdoor
| Onderdeel | Prestatie       | Datum            | Plaats    |
| --------- | --------------- | ---------------- | --------- |
| 800 m     | 2.06,29         | 13 juli 2008     | Gent      |
| 1500 m    | 4.06,87         | 10 juli 2010     | Heusden   |
| 1 mijl    | 4.28,11 (ex-NR) | 18 augustus 2012 | Kessel-Lo |
| 2000 m    | 5.53,60         | 4 september 2009 | Brussel   |
| 3000 m    | 8.51,70         | 8 september 2013 | Rieti     |
| 5000 m    | 15.03,63        | 13 augustus 2011 | Kessel-Lo |
| 10.000 m  | 31.43,05        | 5 mei 2014       | Stanford  |
| 5 km      | 15.54           | 31 december 2009 | Trier     |

Indoor
| Onderdeel | Prestatie | Datum            | Plaats   |
| --------- | --------- | ---------------- | -------- |
| 1500 m    | 4.11,36   | 10 februari 2013 | Gent     |
| 3000 m    | 8.54,14   | 7 februari 2013  | Eaubonne |

## Palmares

### 3000 m
- 2013: 5e EK indoor - 9.03,89
- 2013:  EK team in Dublin - 9.11,61

### 5000 m
- 2011:  Nacht van de Atletiek in Heusden - 15.09,71
- 2012: 6e EK in Helsinki - 15.22,15 (na DQ Svetlana Simakova en Lyudmyla Liakhovich)
- 2012:  Flanders Cup Oordegem
- 2012: 11e in serie OS in Londen - 15.10,24 (NR)
- 2013: 6e in serie WK in Moskou - 16.03,03
- 2014: 5e EK team in Tallinn - 15.44,32

### 10.000 m
- 2014: 15e EK in Zürich - 33.03,87
- 2015: 21e WK in Peking - 32.47,62
- 2016: DNF EK in Amsterdam

### 5 km
- 2008:  Bitburger-Silvesterlauf in Trier - 16.14
- 2009: 4e Bitburger-Silvesterlauf in Trier - 15.53,7
- 2011:  Bitburger Silvesterlauf in Trier - 15.55,3

### 10 Eng. mijl
- 2014: 4e Dam tot Damloop - 56.14

### overige afstanden
- 2011:  4 Mijl van Groningen - 20.13

### veldlopen
- 2009:  BK (6.575 m), Oostende - 22.49
- 2010:  Cross van Hannuit
- 2012: 4e EK (8.050 m), Boedapest - 27.54
- 2013:  BK (6.575 m) - 23.19
- 2013: 17e WK, Bydgoszcz- 25.24
- 2013: 6e EK (8.050 m), Belgrado - 27.00
- 2013:  Sylvestercross (6.000 m), Soest - 21.56
- 2014: 4e EK (7.782 m), Samokov - 28.52
- 2016:  Abdijcross (7.400 m) - 27.21